# Neocteniza
Neocteniza es un género de arañas migalomorfas de la familia Idiopidae. Se encuentra en Sudamérica y Centroamérica. 

## Lista de especies
Según The World Spider Catalog 11.5:
- Neocteniza australis Goloboff, 1987
- Neocteniza chancani Goloboff & Platnick, 1992
- Neocteniza coylei Goloboff & Platnick, 1992
- Neocteniza fantastica Platnick & Shadab, 1976
- Neocteniza malkini Platnick & Shadab, 1981
- Neocteniza mexicana F. O. P.-Cambridge, 1897
- Neocteniza minima Goloboff, 1987
- Neocteniza myriamae Bertani, Fukushima & Nagahama, 2006
- Neocteniza occulta Platnick & Shadab, 1981
- Neocteniza osa Platnick & Shadab, 1976
- Neocteniza paucispina Platnick & Shadab, 1976
- Neocteniza platnicki Goloboff, 1987
- Neocteniza pococki Platnick & Shadab, 1976
- Neocteniza sclateri Pocock, 1895
- Neocteniza spinosa Goloboff, 1987
- Neocteniza subirana Platnick & Shadab, 1976
- Neocteniza toba Goloboff, 1987